# Prstomet
Prstomèt je igra z gumijastimi ploščki, podobna balinanju.  Cilj igre je vreči čim več ploščkov čim bliže balinčku. Igra lahko poteka praktično na kakršnikoli podlagi in načeloma ni prostorsko omejena. Igrišče je predpisano le za prstometna tekmovanja. Igro praviloma medsebojno odigrata dva igralca ali dva para igralcev, do dosežene 13. točke. Igra se z 8 ploščki in manjšim balinčkom. Vsak igralec igra s po 4 ploščki, v dvojicah vsak z dvema, iste barve. Pravico do prvega meta, oz. do meta balinčka, igralca določita z žrebom.  Pravico do naslednjega meta balinčka, dobi igralec, ki je osvojil vsaj eno točko, po tem,  ko sta oba vrgla vse ploščke. Vsak igralec vrže po en plošček naenkrat in meče dokler ni njegov plošček najbližje balinčku, nato vrže nasprotnik po istem pravilu. Kadar enemu od igralcev zmanjka ploščkov, drugi vrže še ostale, razen v slučaju, da je že dosegel 13 točk. Po eno točko za vsak plošček osvoji igralec, ki je z enim ali več ploščkov bližje balinčku od najbližjega nasprotnikovega ploščka.

## Prstometna tekmovanja in društva
Prstomet je tudi športno naravnana igra, v kateri potekajo razna tekmovanja po različnih točkovalnih sistemih. Največje tekmovanje je Slovenska prstometna 1. in 2. liga, za ženske in moške, več krožni turnir, kot je Pokal Slovenije in enodnevni odprti turnirji s prilagojenimi pravili. Tekmovalci, ki nastopajo v prstometni državni ligi, morajo biti člani prstometnega društva ali prstometne sekcije znotraj poljubnega športnega društva, ki so prijavljeni v Prstometni Organizaciji Slovenije (POS) kot registrirani tekmovalci ene izmed lig. Za njih veljajo veliko strožja pravila kot so opisana v uvodu in jih običajno upoštevajo tudi organizatorji raznih odprtih turnirjev, kjer lahko tekmujejo tudi neregistrirani igralci. Pravila so podrobneje opisana na uradni prstometni spletni strani.

## Zgodovina prstometa
Igra izvira iz Istre, kjer so jo pred mnogimi leti začeli igrati pastirji. Najpogosteje so jo  imenovali »škuljanje«. Igra je imela enostavna pravila in je potekala na travniku, kjer so igralci k balinčku metali kamenje, ki je bilo poljubne oblike in teže. V Sloveniji tradicijo škuljanja uspešno ohranjajo v ŠD Škulja. V dobi gume in plastike so škulje nadomestili gumijasti ali plastični ploščki, ki so bili sprva naprodaj le v Italiji. Sčasoma je »počitniška« igra z gumijastimi ploščki postala poznana po vsej Sloveniji. Prvi  resnejši znani  odprti turnirji z nagradami, pravilniki in evidentiranimi rezultati, so se leta 2005 odigrali na Gorenjskem. Ker se je krog navdušencev nad igro hitro širil, so se pokazale potrebe po ustanovitvi krovne organizacije in poenotenju pravil. S tem namenom, je bilo 2.7.2008 na Češnjici pri Podnartu, ustanovljeno prvo športno društvo, ki trenutno zamenjuje tudi Prstometno organizacijo Slovenije. Predsednik društva je Igor Dornik, predlagatelj imena prstomet pa Tomaž Travnik. Tekmovalna pravila so sestavili člani društva.

## Ploščki
Tekmovalni ploščki so iz posebne mešanice gume. Barve ploščkov so rdeča in modra, izjemoma tudi zelena in rumena. Plošček ima obliko valovite ploščice, s petimi povezanimi obroči in z luknjo v sredini. Zunanji premer je 100 mm (+- 2 mm), premer luknje pa 15 mm (+- 1 mm). Teža ploščka znaša približno 75 g, odstopanje pa je odvisno od natančnosti proizvajalca. Manjši balinček je lahko rumen ali zelen. Ima obliko valovite ploščice s tremi povezanimi obroči in z luknjo v sredini. Zunanji premer je 65 mm (+- 2 mm), premer luknje pa 15 mm (+- 1 mm). Teža ploščka je približno 30 g,  odstopanje pa je odvisno od natančnosti proizvajalca.

## Igrišče
Teren igrišča na posameznem tekmovanju mora biti na vseh igralnih stezah enak. Igralna steza mora biti široka najmanj 1,5 m in dolgo  10 m. Zunanje meje morajo biti označene po celi dolžini in širini, z največ 5 cm široko oznako narejeno s trakom, vrvico, barvo ali kredo. Na zunanji strani začetka vsake steze, mora biti označeno polje (Slika - oznaka: A), v katerem igralec v času meta stoji vsaj z eno nogo. Polje je širine steze in dolžine 0,5 m. Steze morajo vsebovati oznake za 5 in 10 m, znotraj katerih poteka igra. Igrišče (vse steze skupaj) mora biti od ostalega prizorišča ločeno z varovalnim trakom (Slika - oznaka: B), na začetku stez oddaljenim minimalno 2,5 m, na koncu 2 m in ob straneh najmanj 1 m.